# Горбачёво (посёлок станции, Плавский район)
Горбачёво — посёлок станции в Плавском районе Тульской области России. Входит в Молочно-Дворское сельское поселение (Горбачёвский сельский округ).

## География
Расположен в 16 км к юго-западу от города Плавска и в 74 км к юго-западу от центра Тулы.
Находится при железнодорожной станции Горбачёво на линии Тула — Орёл.
На севере примыкает к посёлку Горбачёво.

## Население
| 2002 | 2010 |
| ---- | ---- |
| 371  | ↘364 |